# 台鐵DR2100型柴油客車
DR2100型柴油客車是一款屬於臺灣鐵路管理局的柴油客車。本條目同時介紹衍生型DR2200型柴油客車。

## 概要
DR2100型柴油客車的前身是台灣總督府交通局鐵道部於1931年（昭和6年）向日本車輛製造購入的KiHa100型汽油車（キハ100形気動車）。與同時期日本各地所編入的日本車輛造汽油車相同，採用了機械式傳動，全長17公尺，設有兩組旅客用車門、一組行李包裹用車門。車輛前方並沒有日本車輛型特有的流線型設計，而與同時期所製造的日本國鐵Kiha 42000型柴油車的半圓形車身相似，有五個車窗。
另一方面，川崎車輛所製造的KiHa200型汽油車（キハ200形気動車），車體與KiHa100型相同，但因製造廠商不同而編為不同型號。KiHa202號在1933年的火災事故毀損，在1934年重新打造車體。
在1934年KiHa100型與KiHa200型這兩個型式分別增備5輛以及4輛，於1937年將Kiha100型跟KiHa200型改變形式為HoKiHa2100型（ホキハ2100形）與HoKiHa2200型（ホキハ2200形），1941年將一輛改為柴油引擎，在第二次世界大戰時HoKiHa2100型跟HoKiHa2200型分別有1輛跟2輛報廢。
戰後僅存下來的六輛被接收形式分別改為25GA2100型、25GA2200型汽油客車，在車輛的形式稱之為中型汽油客車，在台灣南部繼續使用。1956年時在美援之下，將發動機改為日本製的DMH17柴油引擎（160HP），變速器改為液體式，能夠總控重聯運轉。臺鐵在1956年以及1957年分別向日本東急車輛購入了8輛DR2500型、10輛DR2600型柴油動力車以及4輛DR2650型無動力拖車，共22輛加入飛快車營運:16。原汽油車改裝的柴油客車，在新型柴油客車購入之後，改至其它路線作為短程通勤列車。1957年將型式改為25DR2100型、25DR2200型，以柴油客車名義開行。

1960年進行車體更新，車體前端從半圓形改為平面，並設置貫通門。1969年到1970年再度進行車體更新，將車體延長至19m，改造成類似DR2500型的外觀。之後將引擎改為固敏式NHHB-600柴油引擎（200HP），轉向架改為線圈彈簧型，並將形式改為35DR2100型、35DR2200型。
1984年再度進行車體更新，車窗從巴士窗改為一段窗，繼續在支線服務。惟本型車沒有空調裝置，為了提升支線的服務品質，台鐵於1998年引進日本車輛製的DR1000型柴油客車。1999年本型車全數報廢，其中DR2101、2103～2104、2204經標售後於2003年1月時解體。

## 保存車輛

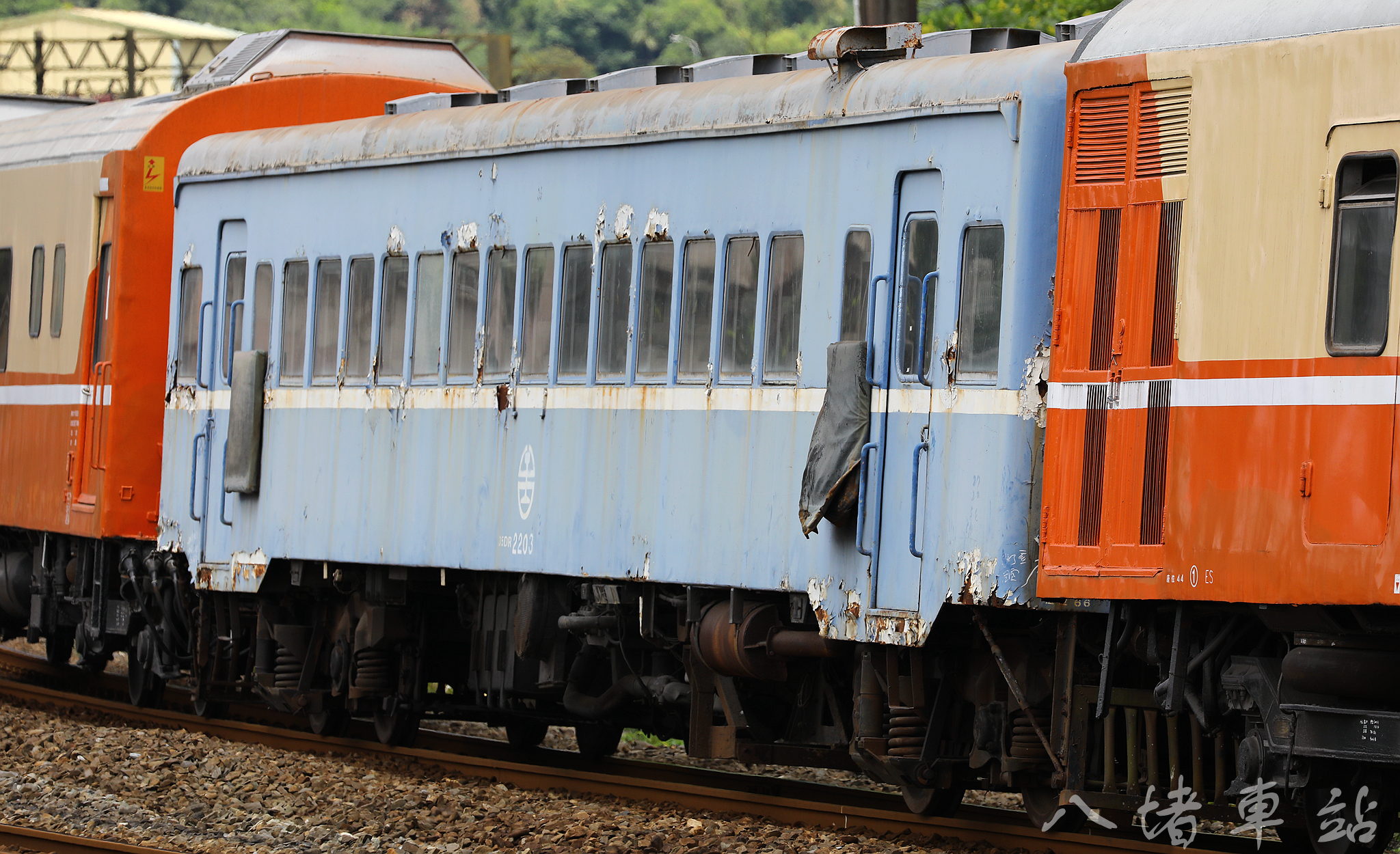
DR2203

臺鐵局與國家鐵道博物館於2018年簽署DR2102、DR2203、DR2404及DR2303等4輛柴油客車之動態保存修復合作協議，經過3年考證，於2021年委託唐榮鐵工廠進行正式修復作業；經過三年的修復後，已於2022年5月完成修復作業，其中DR2203修復完畢後將回到國家鐵道博物館進行動態保存，並維持末期之孔雀藍塗裝；DR2102於2025年4月17日復籍後配屬於彰化機務段，並於2025年4月19日和26日作為郵輪式列車行駛於內灣線新竹~內灣區間。。

## 外部連結
- 中央研究院「老臺灣素描」 （页面存档备份，存于）